# Luís de Matos - Impossível
Luís de Matos - Impossível foi um programa de televisão português sobre magia, criado e apresentado por Luís de Matos e emitido em 2017.
Neste programa é dado a conhecer as mais recentes criações do mágico português, com as quais tem estado presente nos maiores palcos mundiais. Em cada programa é contado com a participação de alguns dos melhores mágicos do mundo da atualidade, oriundos de mais de 20 países.
O programa é em direto, algo raro num programa de magia em televisão, e que tem como objetivo restabelecer a confiança dos telespectadores perante as ilusões. Sendo assim, tudo o que é assistido em casa é a mesma coisa que acontece no estúdio.
David Copperfield terá um participação regular em todos os episódios, partilhando com os espectadores algumas das mais raras joias da história da magia.
Outra presença ao longo desta série de programas, será a estrela espanhola Luis Piedrahita, que apresentará uma ilusão em que o público é convidado a descobrir como a mesma se realiza. No final do programa o truque acaba por ser explicado.

## Episódios
| Episódio                   | Data                   | Convidados | Audiência    | Audiência | Audiência |
| Episódio                   | Data                   | Convidados | Espectadores | Share     | Rating    |
| -------------------------- | ---------------------- | --- | ------------ | --------- | --------- |
| 1                          | 2 de setembro de 2017  | Joaquim de Almeida, Uri Geller, Richard Turner, Hojin Yu, Magus Utopia, Marco Zoppi, Momentum Crew, Luis Piedrahita e David Copperfield           | 560 500      | 14,2%     | 5,9%      |
| 2                          | 9 de setembro de 2017  | Patricia Mamona, Dynamo, Amélie van Tass, Thommy Tem, Mahdi Gilbert, Jonglissimo, Jonathan Goodwin, Luis Piedrahita e David Copperfield           | 446 500      | 10,9%     | 4,7%      |
| 3                          | 16 de setembro de 2017 | Filomena Cautela, Richard Wiseman, Marco Tempest, Sos Petrosyan, Victoria Petrosyan, Yann Frisch, Yan Yan Ma, Luis Piedrahita e David Copperfield | 475 000      | 10,9%     | 5%        |
| Especial Encontros Mágicos | 23 de setembro de 2017 | Beau McClellan, Juan Esteban Varela Milicic, Raymond Crowe, Dandy Punk, James More, Aaron Crow e Luis Piedrahita                                  | 389 500      | 9,1%      | 4,1%      |
| 4                          | 30 de setembro de 2017 | Mariza, Garrett McNamara, Dan Sperry, Dani Daortiz, Kseniya Simonova, Aaron Crow, Luis Piedrahita e David Copperfield                             | 456 000      | 10,3%     | 4,8%      |
| 5                          | 7 de outubro de 2017   | Diogo Morgado, Susana Martinez-Conde, Josephine Wormall, Joaquin Kotkin, Doble Mandoble, Lee Eun Gyeol, Luis Piedrahita e David Copperfield       | 532 000      | 12,9%     | 5,6%      |
| 6                          | 14 de outubro de 2017  | Pete tha Zouk, Larry Fong, Les Chapeaux Blancs, Fred CiePoc, Young-Min Kim, Tá na manga, Luis Piedrahita e David Copperfield                      | 408 500      | 9,9%      | 4,3%      |
| 7                          | 21 de outubro de 2017  | José Rodrigues dos Santos, Werner Reich, Topas, Eric Jones, Victor Moiseeve Halim Na, Luis Piedrahita e David Copperfield                         | 446 500      | 10,2%     | 4,7%      |